# NGC 4010
NGC 4010 ist eine Balken-Spiralgalaxie vom Hubble-Typ SBcd im Sternbild Großer Bär. Sie ist schätzungsweise 43 Millionen Lichtjahre von der Milchstraße entfernt und hat einen Durchmesser von etwa 50.000 Lichtjahren. Die Entfernungsmessungen basierend auf den Radialgeschwindigkeiten stimmen nicht mit den rotverschiebungsunabhängigen Entfernungsschätzungen von 60 ± 9 Millionen Lichtjahren überein. Gemeinsam mit NGC 4001 bildet sie das optische Galaxienpaar Holm 314 und sie gilt als Mitglied der NGC 3992-Gruppe (LGG 258)
Das Objekt wurde am 26. April 1830 von John Herschel entdeckt.